# Leah Goldberg

Songs of My Beloved Country - Utkast, handskrift av Leah Goldberg.

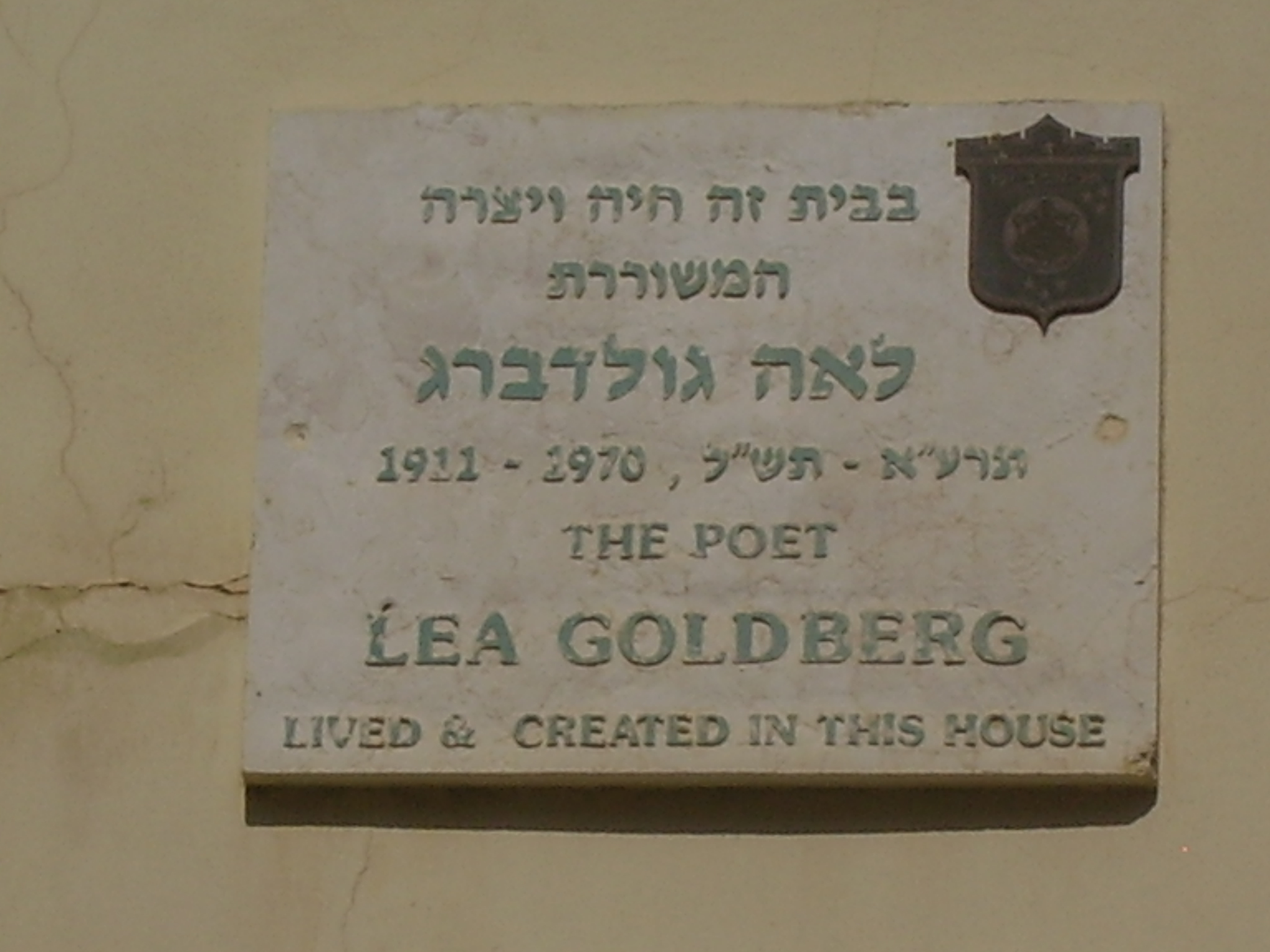
Minnesmärke på Leah Goldbergs hus i Tel Aviv.

Leah Goldberg eller Lea Goldberg (hebreiska: לאה גולדברג), född 29 maj 1911 i Königsberg, död 15 januari 1970 i Jerusalem, var en hebreisk poet, författare, dramatiker, översättare och litteraturvetare. 
Hennes skrifter betraktas som klassiker inom den israeliska litteraturen.

## Biografi

### Tidigt liv
Leah Goldberg föddes till en judisk-litauisk familj från Kaunas i dagens Litauen. För att föda sitt barn under bättre medicinska förhållanden reste hennes mor till den närliggande tyska staden Königsberg (idag Kaliningrad). På frågan om hennes födelseort uttalade Goldberg ofta "Kaunas" snarare än Königsberg. 
När första världskriget bröt ut var Goldberg, då tre år gammal, tvungen att fly med sina föräldrar till Ryssland, där de tillbringade ett år under hårda förhållanden. I Ryssland födde hennes mamma en pojke, Immanuel, som dog innan han nådde sin första födelsedag. 
Enligt Goldbergs självbiografi från 1938 stoppade litauisk gränspatrullering familjen när reste tillbaka till Kaunas 1919. De anklagade hennes far för att vara en "bolsjevikspion". De låste in  fadern i ett övergivet stall i närheten och misshandlade honom genom att förbereda hans avrättning varje morgon i ungefär en vecka för att sedan avbryta den i sista stund. När gränsvakterna släppte familjen var Goldbergs far mentalt nedbruten. Hans psykiska problem tvingade honom att lämna Kaunas och hans familj för att få behandling, men det är oklart vad hans öde var och varför han aldrig återvände till sin familj.  

### Utbildning
Goldbergs föräldrar talade flera språk, även om hebreiska inte var ett av dem. Goldberg lärde sig dock hebreiska i en mycket ung ålder, eftersom hon fick sin grundskoleutbildning i en judisk hebreiskspråkig skola. Hon började hålla en dagbok på hebreiska när hon var tio år gammal. Hennes första dagböcker visar fortfarande begränsat flyt i hebreiska och påverkan av ryska språket, men hon var fast besluten att skriva på hebreiska och behärskade språket inom en kort tidsperiod. Även om hon var flytande och läskunnig på olika europeiska språk skrev Goldberg sina publicerade verk, såväl som sina personliga anteckningar, bara på hebreiska. 1926, när hon var 15 år gammal, skrev hon i sin personliga dagbok: "Den hebreiska författarens ogynnsamma tillstånd är ingen hemlighet för mig […] Att skriva på ett annat språk än hebreiska är för mig samma sak som att jag inte skriver alls. Och ändå vill jag bli författare […] Detta är mitt enda mål. "  
Goldberg fick en doktorsexamen från universiteten i Berlin och Bonn på semitiska språk och tyska. Hennes insatser blev omtalade och en ledande tidning i Palestina rapporterade hennes planer på att immigrera till det landet. År 1935 bosatte hon sig i Tel Aviv, där hon gick med i en grupp sionistiska hebreiska poeter av östeuropeiskt ursprung kallad Yachdav ( hebreiska: יחדיו    "tillsammans"). Denna grupp leddes av Avraham Shlonsky och kännetecknades av dess symbolistiska hållning, särskilt i sin ryska akmeistiska form, liksom av hur gruppen avvisade den stil för hebreisk poesi som var vanlig bland den äldre generationen, såsom hos Haim Nachman Bialiks.

### Senare liv
Hon gifte sig aldrig och bodde med sin mamma, först i Tel Aviv och senare i Jerusalem. Goldberg var en rökare och under de sena åren blev hon medveten om skadligheten i denna vana, vilket återspeglas i hennes dikt "Om skadan av rökning". Våren 1969 fick hon diagnosen bröstcancer. Efter att ha tagit bort ett av hennes bröst var hennes läkare optimistiska. Goldberg besökte ett kort besök i Schweiz, men återvände i ett dåligt fysiskt tillstånd, då cancer hade spritts i hennes kropp. Hon dog den 15 januari 1970. Goldberg fick motta Israelpriset postumt, hennes mor tog priset i Goldbergs namn.

## Karriär

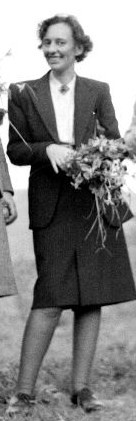
Leah Goldberg (1964)

Goldberg arbetade som gymnasielärare och levde på att författa annonser på rim tills att hon anställdes som redaktör av de hebreiska tidningarna Davar och Al HaMishmar. Hon arbetade också som barnbokredaktör på Sifriyat Po'alim förlag och skrev även teaterrecensioner och litterära kolumner. 1954 blev hon litteraturlektor vid det hebreiska universitetet i Jerusalem och fortsatte till universitetslektor 1957 och full professor 1963, då hon utsågs till chef för universitetets avdelning för litteraturvetenskap.
Goldberg skrev hebreisk poesi, drama och barnlitteratur. Goldbergs böcker för barn, bland dem "En lägenhet för uthyrning" ("דירה להשכיר", dira lehaskir ) och "Mirakler och underverk" (ניסים ונפלאות, nisim uniflaot ), har blivit klassiker i hebreiskspråkig barnlitteratur. 
Med exemplarisk kunskap om sju språk översatte Goldberg också många utländska litterära verk exklusivt till modern hebreisk från ryska, litauiska, tyska, italienska, franska och engelska. Särskilt anmärkningsvärt är hennes magnum opus, översättningen av Tolstojs episka roman Krig och fred, samt översättningar av Rilke, Thomas Mann, Chekhov, Akhmatova, Shakespeare och Petrarch, plus många andra verk inklusive referensböcker och verk för barn. 

### Roman
1946 publicerade Goldberg sin första roman, והוא האור (hebreiska: Vehu ha'or, bokstavligen: "Och han är ljuset"). Romanen hade en starkt självbiografisk grund och har den har ansetts ställa stora delar av hennes övriga arbete i tydligare dager. Boken öppnas med en symbolisk patricid: huvudpersonen, Nora, pressas av någon hon möter att beskriva sina föräldrar. Hon vill inte avslöja att hennes far är på ett psykiatriskt sjukhus och försöker undvika frågorna, men den andra personen slutar inte förrän Nora exploderar: "Jag har ingen far! Min pappa är död! Hör du? Död!". Trots detta fortsätter mental sjukdom att hemsöka henne under hela romanen. 

## Litterär stil och influenser
Goldberg var beläst i rysk, tyska och franska poesi. Symbolism och akmeism påverkade starkt hennes stil. Hennes poesi är känd för enhetlighet och tydlighet och för en starkare betoning på idéer än former. 
Goldbergs poetik uppfattar det allmänna i det specifika: en droppe dagg representerar stora avstånd och det konkreta speglar det abstrakta. Hennes poesi har beskrivits som "ett system av ekon och milda efterklang, röster och viskningar", som erkänner begränsningarna i dikten och språket. Hennes arbete är litet och blygsamt, tar ett majestätiskt landskap som Jerusalems kullar och fokuserar på en sten, en tagg, en gul fjäril, en enda fågel på himlen.  
Till skillnad från många av hennes samtida, särskilt Nathan Alterman, undvek Goldberg direkt politisk poesi och bidrog inte med tillfällig poesi till hebreiska tidskrifter med öppna aktuella diskurser. 

## Mottagande
Goldberg mottog 1949 Ruppin-priset (för volymen "Al Haprikhá") och 1970 Israels pris för litteratur. 
Den amerikanska hebreiskkännaren, Gabriel Preil, skrev en dikt om Goldberg: "Leahs Absence". 
2011 tillkännagavs Goldberg som en av fyra stora israeliska poeter som skulle dyka upp på Israels valuta (tillsammans med Rachel Bluwstein, Shaul Tchernichovsky och Natan Alterman ).